# Emiliano Aguirre
Emiliano Aguirre Enríquez (Ferrol, 5 de octubre de 1925-11 de octubre de 2021) fue un paleontólogo español. Su principal aporte a la paleoantropología fue el inicio del estudio de los yacimientos pleistocenos de la sierra de Atapuerca, cuyas excavaciones dirigió desde 1978 hasta su jubilación, en 1990. Fue Premio Príncipe de Asturias y académico numerario de la Real Academia de Ciencias Exactas, Físicas y Naturales.

## Biografía

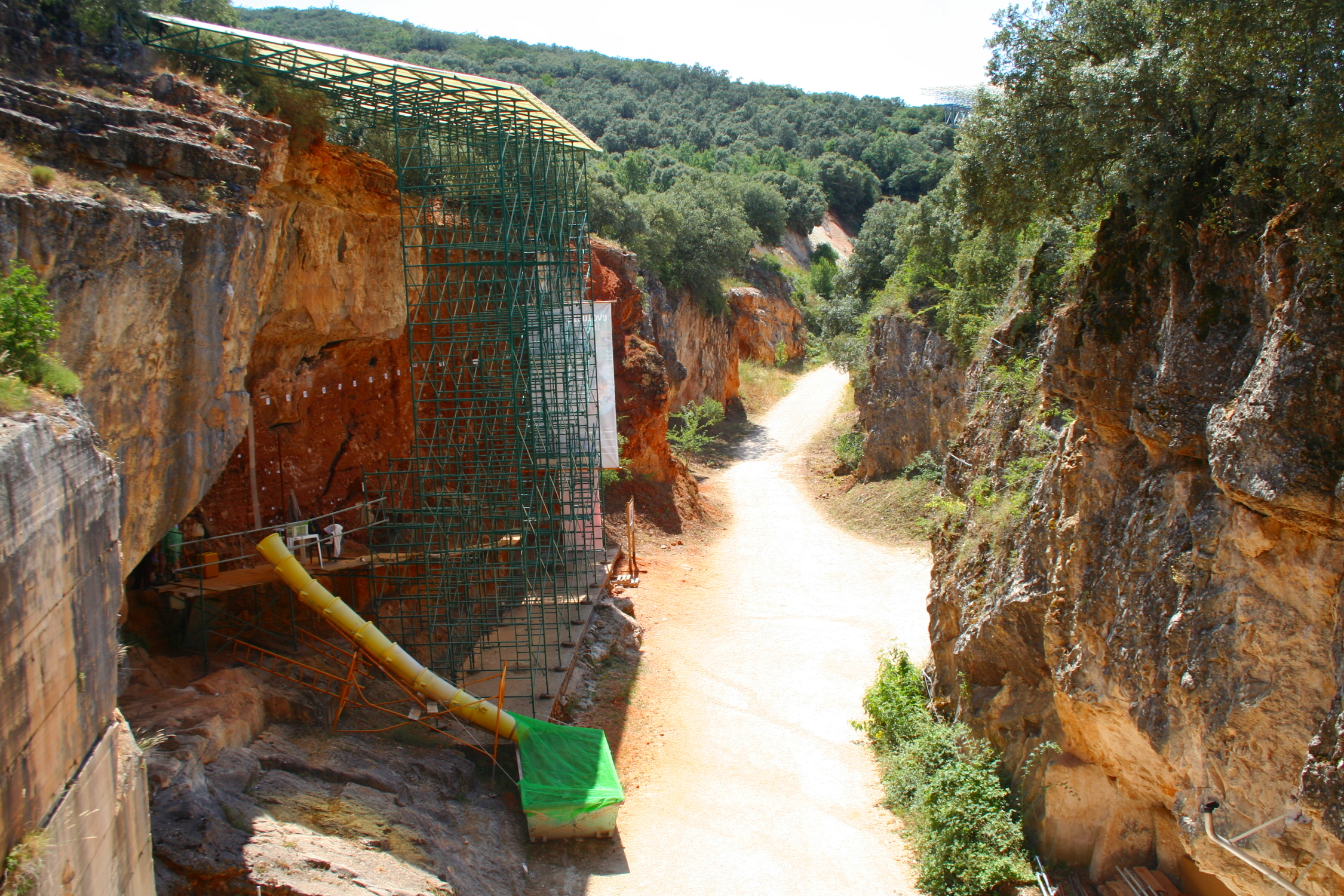
Yacimientos de Atapuerca, que impulsó y dirigió entre 1978 y 1990

En 1942 entró en el seminario de la Compañía de Jesús en Aranjuez, se licenció en Filosofía por la Facultad Complutensis de la Iglesia en Chamartín (1947-1950), se licenció en Ciencias Naturales por la Universidad de Madrid (1955), con Premio Nacional Fin de Carrera, y en Teología por la de Granada (1959). Doctor en Ciencias Biológicas (1966), con una tesis sobre elefantes extintos dirigida por Miguel Crusafont.
Colaboró como paleontólogo en las excavaciones de los yacimientos paleontológicos de Torralba y Ambrona (Soria, 1961-1963). Director de las excavaciones en el yacimiento paleolítico de Las Gándaras de Budiño (Porriño, Pontevedra, 1963).
Profesor ayudante de Geología en la Escuela Técnica Superior de Ingenieros de Caminos, Canales y Puertos, Madrid (1965-66); profesor visitante de Antropología en la Pontificia Universidad Católica del Perú y en la Universidad Nacional Mayor de San Marcos de Lima (1967-1968); encargado de cátedra de Biología para Medicina, Universidad Autónoma de Madrid (1969-70); profesor agregado de Paleontología de Vertebrados y Humana, Universidad Complutense de Madrid (1971-74); y catedrático de Paleontología en las universidades de Zaragoza (1977-79) y Complutense de Madrid (1982-1984). Profesor de Investigación del CSIC (1984-1990) y doctor vinculado al CSIC desde su jubilación. Director interino del Museo Nacional de Ciencias Naturales (1985-86).
Es destacable, entre sus trabajos sobre el Cuaternario y su colaboración con la Unión Internacional para la Investigación del Cuaternario (INQUA), la publicación, junto a Giancarlo Pasini en 1985, del estratotipo de la base del piso Calabriense, que por entonces se consideraba el inicio del sistema y periodo Cuaternario en la escala temporal geológica.
A lo largo de su carrera científica dirigió las tesis doctorales de cerca de treinta investigadores en paleontología de vertebrados, micropaleontología, antropología, geomorfología, paleoecología del Neógeno, del Cuaternario y paleoecología humana.
Trabajó como asesor y redactor en numerosas revistas especializadas de paleontología, como la Revista Española de Paleontología que publica la Sociedad Española de Paleontología. Participó en el proyecto CENIEH (Centro Nacional de Investigación sobre la Evolución Humana) a propuesta del  Ministerio de Ciencia y Tecnología, este centro creado en 2004 tiene como objetivo fundamental la realización de investigaciones en el ámbito de la evolución humana durante el Plioceno y Pleistoceno.

## Su aportación a la difusión de la teoría evolutiva en España
En 1962 publicó su conferencia «Problemática paleontológica y selección natural», en la que manifiesta claramente su defensa de la teoría sintética de la evolución, frente a los planteamientos dirigistas teístas al uso en la época.
En 1966 se publicó el libro La Evolución por la Editorial Católica, en su colección Biblioteca de Autores Cristianos («B. A. C.»), que supuso un auténtico hito para la difusión social de las ideas evolucionistas en España. La obra estaba codirigida por los paleontólogos Miguel Crusafont, Bermudo Meléndez y Emiliano Aguirre, y contaba con artículos que abarcaban la evolución biológica desde muy diferentes enfoques, incluyendo las ideas dirigistas ortogenéticas de Crusafont, pero, sobre todo, exponía la teoría sintética, asumida por la mayoría de los autores, entre los que, además de Aguirre, se encontraban Ramón Margalef, Antonio Prevosti, Salustio y Rafael Alvarado, Francisco Bernis o José Antonio Valverde. Según el paleontólogo José Luis Sanz (2006), refiriéndose a esta obra: «A la paleontología evolutiva española le costó un poco más que al resto de las disciplinas evolucionistas entrar en la modernidad. Finalmente lo hizo, de la mano de Emiliano Aguirre».
Para Aguirre era importante que el libro se publicara por la Editorial Católica, pues debido al nihil obstat del censor eclesial se garantizaba a los católicos que su contenido no contravenía la doctrina oficial.

## Divulgación y conservación del patrimonio paleontológico

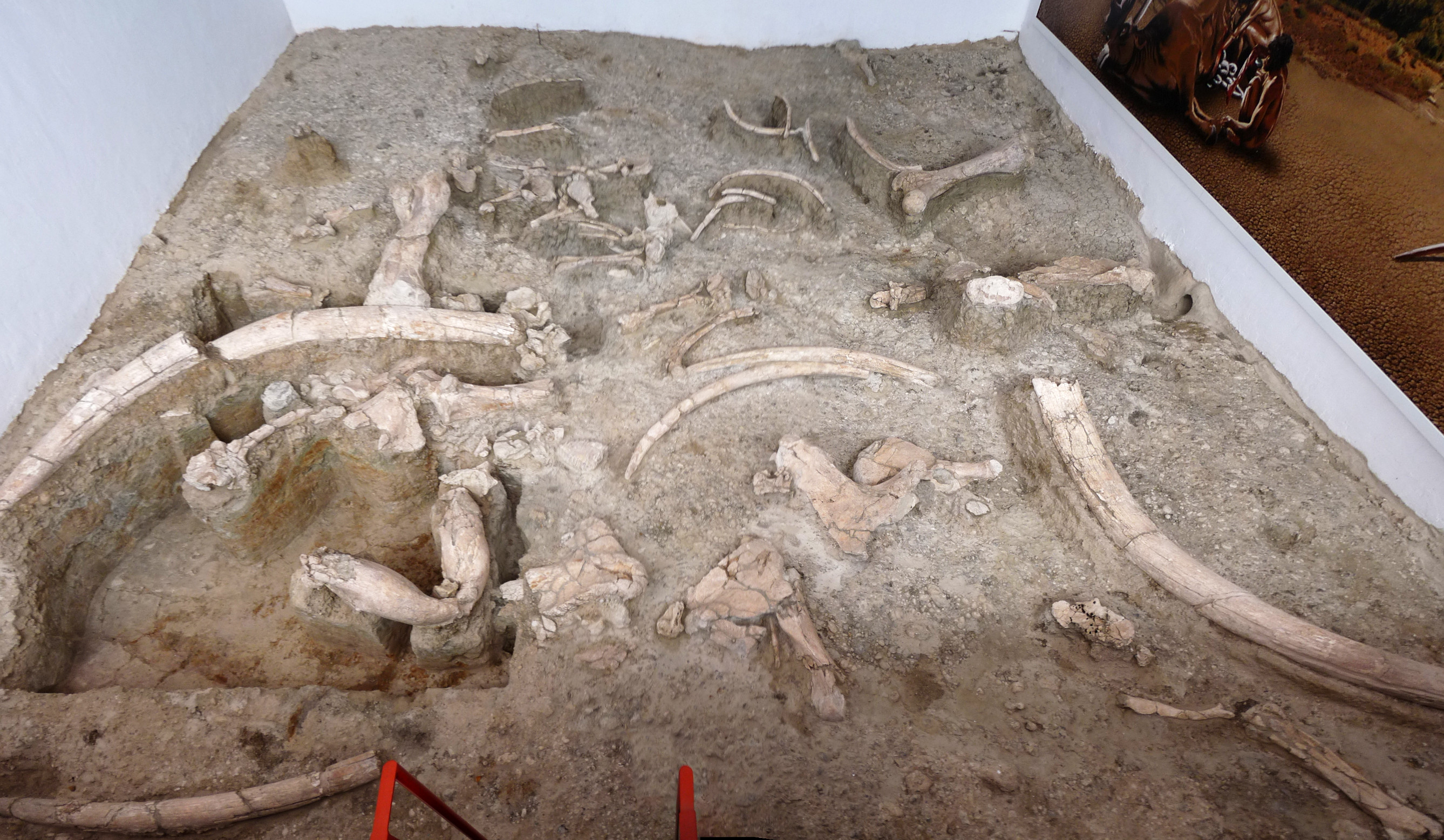
Museo de Ambrona, ideado por Aguirre en 1963, fue el primer museo con exposición in situ de restos fósiles en Europa (restos del elefante Palaeoloxodon antiquus).

En 1963 ideó y diseñó el Museo de Ambrona (Ambrona, Soria), que fue el primer museo con exposición in situ de restos fósiles en Europa. Contiene los fósiles de elefantes (Palaeoloxodon antiquus) en el mismo lugar del hallazgo, tal y como se encontraron en la excavación.
En 1972 promovió la adquisición de la finca en la que se encuentra el yacimiento de Cerro Pelado (Layna, Soria) por parte del ICONA, creándose la primera reserva paleontológica de España. Cerro Pelado es un yacimiento de origen kárstico con restos de mamíferos del Plioceno.

## Méritos y premios

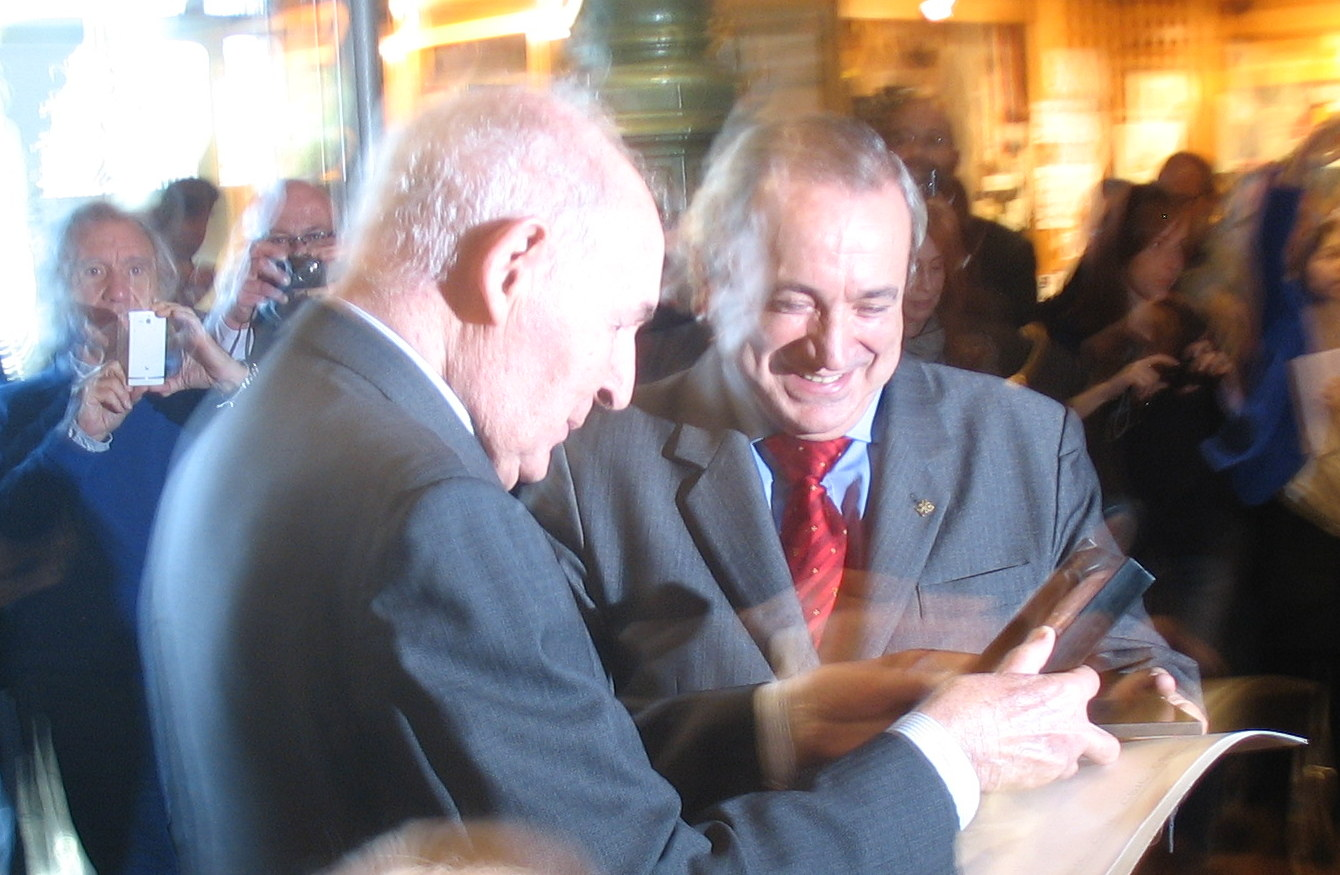
Entrega de la «Placa del CSIC» por su presidente, Emilio Lora-Tamayo, el 5 de marzo de 2015.

- 1955 Accésit al Premio Nacional de Fin de Carrera
- 1997 Premio Príncipe de Asturias a la Investigación Científica y Tecnológica
- 1997 Medalla García-Cabrerizo a la Innovación en Ciencia y Tecnología.
- 1998 Premio de Castilla y León en Ciencias Sociales y Humanidades
- 1999 Se le concede la Medalla de Oro al Mérito en el Trabajo[19]

- 2000 Doctor honoris causa por la Universidad de La Coruña.[20]
- 2000 Académico numerario de la Real Academia de Ciencias Exactas, Físicas y Naturales[21]
- 2007 Doctor honoris causa por la Universidad de Burgos.[22]
- 2009 «Arquero de Oro» de la Asociación Española para el Estudio del Cuaternario (AEQUA).[10]
- 2011 Premio Evolución de la Fundación Atapuerca en sus dos categorías: «Valores humanos» y «Labor científica».[23]

### Taxones dedicados
(Todos extintos, basados en sus respectivos restos fósiles)
- Cricetodon (Hispanomys) aguirrei, (Sesé 1977).[24] Un cricetino.
- Hipparion concudense aguirrei, Sondaar 1961.[25] Un équido.
- Paracamelus aguirrei, Morales, 1984.[26] Un camélido.
- Pseudodryomys aguirrei, Adrover 1978.[27] Un glírido.

### Otros homenajes

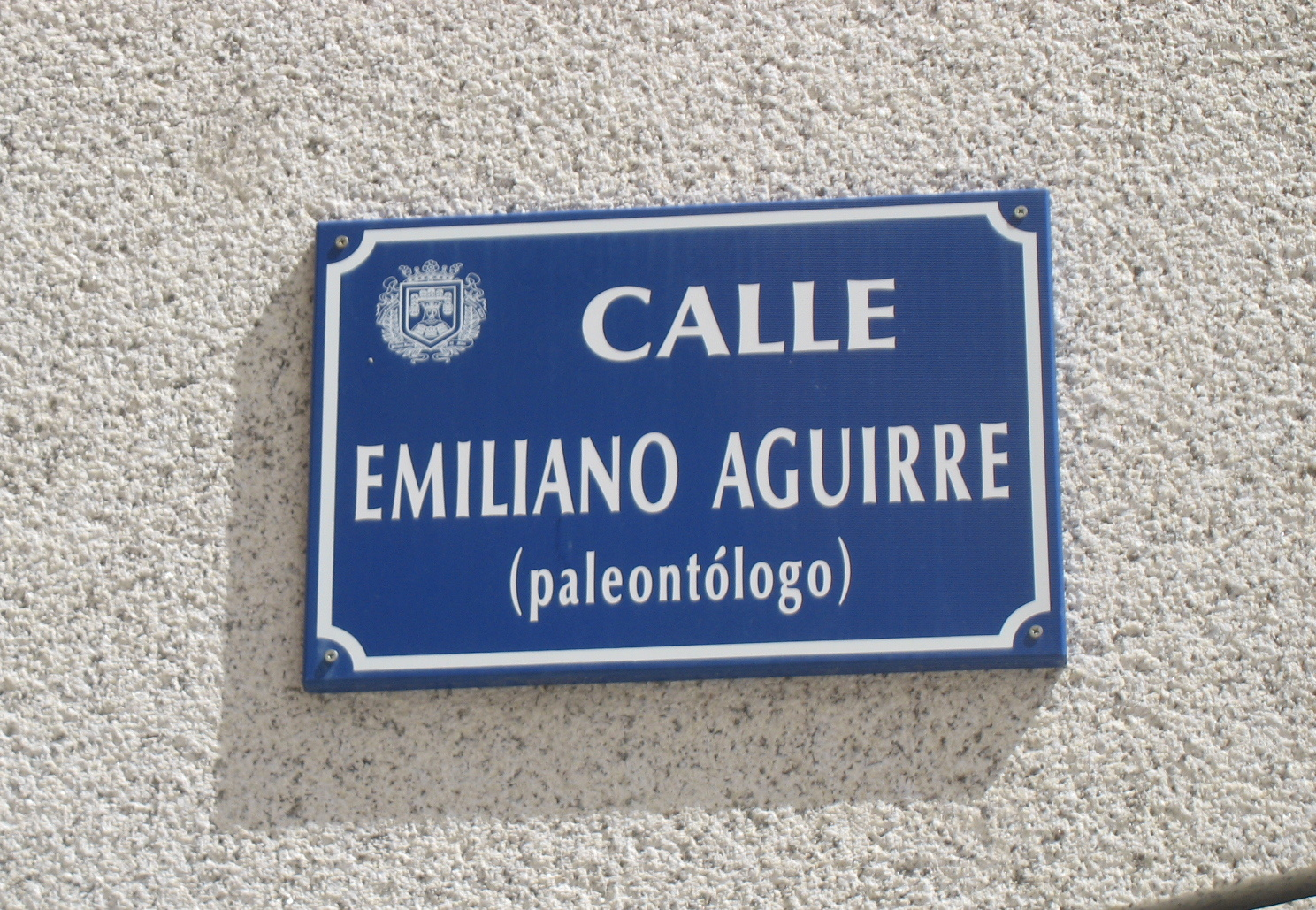
Calle Emiliano Aguirre en Burgos.

- 2004 Cuatro volúmenes monográficos en homenaje a Emiliano Aguirre (liber amicorum), correspondientes al número 4 de la revista Zona Arqueológica, editada por el Museo Arqueológico Regional de la Comunidad de Madrid.[28]
- 2008 Deja la huella de su pie y su zapato en una escultura en el Bulevar del Calzado de Arnedo (La Rioja)[29]
- 2009 «El linaje de Emiliano», homenaje en Dinópolis.[10]
- 2011 El Ayuntamiento de Burgos le dedica la calle «Emiliano Aguirre (paleontólogo)».[30]
- 2011 Exposición «Homenaje a Emiliano Aguirre» en la Fundación Atapuerca, posteriormente trasladada al centro de visitantes de los yacimientos de Atapuerca.[31]
- 2015 Exposición temporal monográfica en el Museo Nacional de Ciencias Naturales: «Emiliano Aguirre. Una vida excepcional dedicada a las Ciencias Naturales».[32]

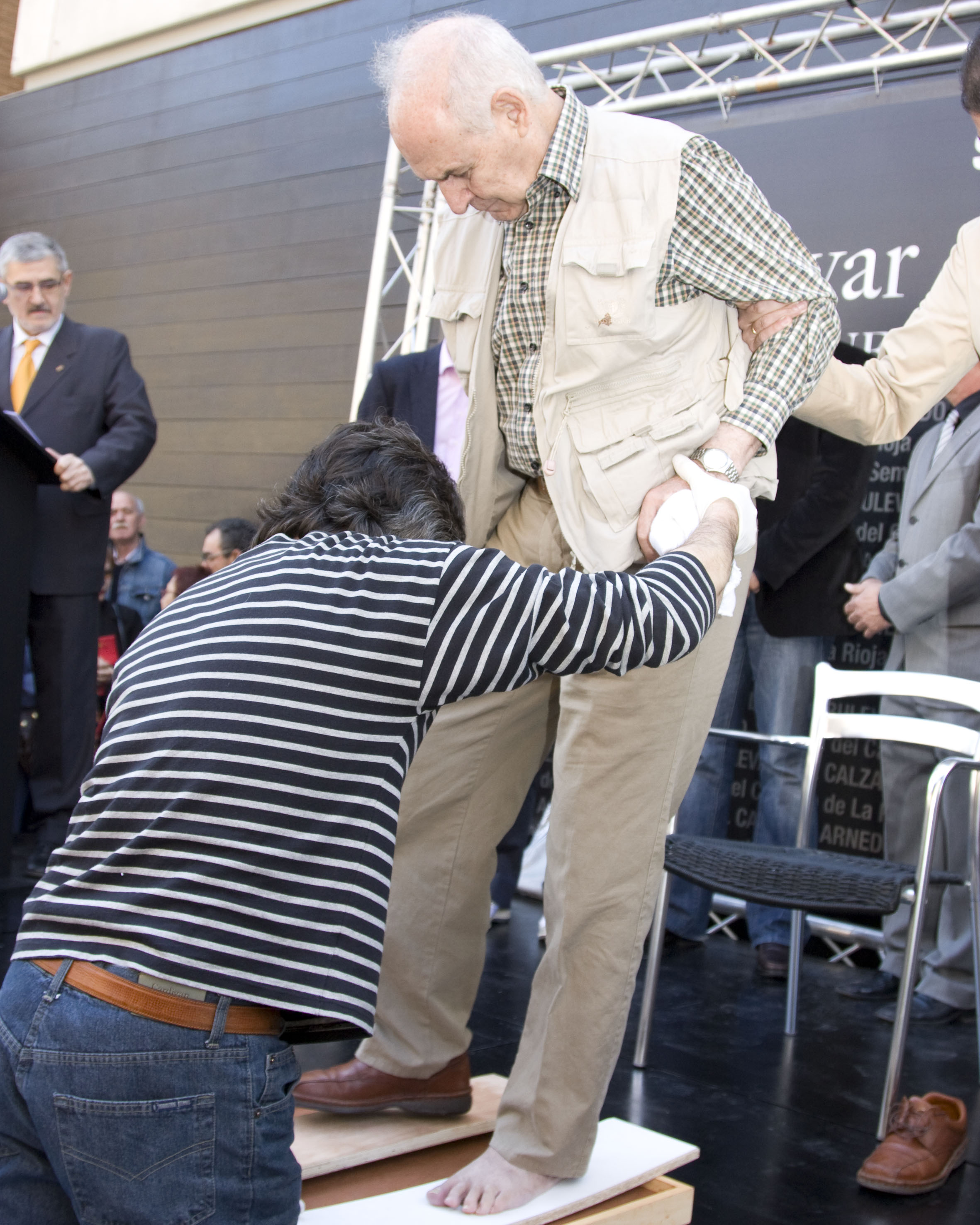
Emiliano Aguirre deja su huella en el Bulevar del Calzado de Arnedo

- 2022 Sesión necrológica conjunta de la Real Academia de Ciencias Exactas, Físicas y Naturales y la Sociedad Española de Paleontología: «En recuerdo del Prof. Emiliano Aguirre Enríquez (1925-2021)».[33]

## Publicaciones

### Libros
- Crusafont, M., Meléndez, B. y Aguirre, E. (Eds.) (1966). La evolución. La Editorial Católica, S.A. Biblioteca de Autores Cristianos [B.A.C.]. Sección VI (Filosofía), 258. 1014 págs. Madrid ISBN 978-84-220-0676-3 (4.ª ed., 1986)
- Biberson, Pierre y Aguirre, E. (Eds.) (1973). El origen del hombre. Salvat Editores. 143 págs. Barcelona
- Aguirre, E., Carbonell, E. y Bermúdez de Castro, J. M. (Eds.) (1987). El Hombre fósil de Ibeas y el Pleistoceno de la Sierra de Atapuerca. Junta de Castilla y León. Valladolid ISBN 978-84-505-7066-3
- Aguirre, E. (Coord.) (1989). Paleontología. Consejo Superior de Investigaciones Científicas. Nuevas tendencias, 10. 433 págs. Madrid ISBN 978-84-00-06968-1
- Aguirre, E.; Morales, J. y Soria, D. (dir.) (1997). Registros fósiles e historia de la Tierra. Editorial complutense. ISBN 9788489365926
- Aguirre, E. y García Barreno, P. (2000). Evolución humana, debates actuales y vías abiertas. Real Academia de Ciencias Exactas, Físicas y Naturales. Madrid ISBN 978-84-87125-43-0
- Aguirre, E. (2008). Homo hispánico. Espasa Calpe, Espasa Forum. 389 págs. Madrid ISBN 978-84-670-2823-2

### Artículos científicos
(Seleccionados por su interés intrínseco o histórico)
- Meléndez, B. y Aguirre, E. (1958): «Hallazgo de Elephas en la terraza media del río Manzanares (Villaverde, Madrid)». Las Ciencias, 23(4): 597-605
- Howell, FC; Butzer, KW y Aguirre, E. (1961): «Noticia preliminar sobre el emplazamiento acheulense de Torralba (Soria)». Excavaciones arqueológicas en España, 10: 3-38
- Aguirre, E. (1962): «Problemática paleontológica y selección natural». Bol. R. Soc. Esp. Hist. Nat. (Biol.), 60: 177–192
- Aguirre, E. y de la Macorra, L. (1964): «Sobre las formaciones supraorbitales en fósiles humanos». Boletín de la Real Sociedad Española de Historia Natural (Sección Biológica), 62: 73–83
- Aguirre, E. (1968): «Une interprétation biomécanique de l’evolution de la région glabellaire dans l’anthropogenèse». En: Guinzberg, V.V. (Ed.) Seventh International Congress of Anthropological and Ethnological Sciences. Naúka. Moscú
- Aguirre, E. (1969): «Revisión sistemática de los Elephantidae por su morfología y morfometría dentaria» [I y II].Estudios Geológicos, 24: 109-117 y 25: 123-177
- Aguirre, E. (1969): «Evolutionary History of the Elephant». Science, 164(3886): 1366-1376
- Aguirre, E. y Fuentes, C. (1969): «Los vertebrados fósiles de Torralba y Ambrona». En: Études sur le Quaternaire dans le monde. VIII Congrés INQUA: 433-437
- Crusafont, M. y Aguirre, E. (1973): «El Arenoso (Carrascosa del Campo, Cuenca): Primera fauna española de vertebrados del Estampiense superior». Boletín de la Real Sociedad Española de Historia Natural. Sección Geológica, 71: 21-28
- Aguirre, E. y Leakey, P. (1974): «Nakali: nueva fauna de Hipparion del Rift Valley de Kenya». Estudios Geológicos, 30: 219–227
- Aguirre, E. y Soto, E. (1974): «Nuevo fósil de Cercopitécido en el Pleistoceno inferior de La Puebla de Valverde (Teruel)». Estudios Geológicos, 30: 213-217
- Aguirre, E.; Basabe, J.M. y Torres, T. de (1976): «Los fósiles humanos de Atapuerca (Burgos): nota preliminar». Zephyrus, 26-27: 489-511
- Aguirre, E.; Díaz Molina, M. y Pérez González, A. (1976): «Datos paleomastológicos y fases tectónicas en el Neógeno de la Meseta Central Española». Trabajos del Neógeno y Cuaternario, 6: 7-29
- Aguirre, E. y Lumley, M.A. de (1977): «Fossil man from Atapuerca, Spain: their bearing on human evolution in the Middle Pleistocene». Journal of Human Evolution, 6: 681
- Aguirre, E. (1979): «Situación estratigráfica y geocronológica de los primitivos Homínidos fósiles de África». Boletín de la Real Sociedad Española de Historia Natural. (Sección Geológica), 77: 17-22
- Aguirre, E.; Lumley, M.A.; Basabe, J.M. y Botella, M. (1980): «Affinities between the mandibles from Atapuerca and L'Arago and some East African fossil Hominids». En: Leakey, R.E. y Ogot, B.A. (Eds.) Procedings of the 8th Panafrican Congress of Prehistory and Quaternary Studies, Nairobi, 5 to 10 Sept. 1977. ILLMIAP: 171-174
- Aguirre, E.; Alberdi, M.T.; Jiménez, E.; Martín, C.; Morales, J.; Sesé, C. y Soria, D. (1982): «Torrijos: nueva fauna con Hispanotherium de la cuenca media del Tajo». Acta Geológica Hispanica, 17(1-2): 39-61
- Aguirre, E. y Pasini, G. (1985). «The Pliocene-Pleistocene Boundary». Episodes (en inglés) 8 (2): 116-120.
- Aguirre, E. (1988): «Crónica y desarrollo de la Paleontología Humana». En: VV.AA. Historia de la Paleontología. Madrid: Real Academia de Ciencias Exactas, Físicas y Naturales. Historia de la Ciencia: 89-119
- Rosas, A., Aguirre, E. y Bermúdez de Castro, J.M. (1991): «Mandibules et dents d'Ibeas (Espagne) dans le contexte de l'évolution humaine en Europe». L’Anthropologie, 95: 89–102
- Aguirre, E. (1992): «Atapuerca: Land change, caves and humans over Middle Pleistocene». Journal of Human Ecology, 2: 227–270
- Rosas, A. y Aguirre, E. (1999): «Restos humanos neandertales de la cueva del Sidrón, Piloña, Asturias. Nota preliminar». Estudios geológicos, 55(3-4): 181-190
- Aguirre, E. y Carbonell, E. (2001): «Early human expansions into Eurasia: The Atapuerca evidence». Quaternary International, 75: 11-18
- Aguirre, E. (2003). «Primeros desarrollos de la mente humana». Revista de la Real Academia de Ciencias Exactas, Físicas y Naturales 97: 254-269.
- Aguirre, E. (2005). «Torralba y Ambrona. Un siglo de encuentros». Zona Arqueológica 5: 40-77. ISBN 84-451-2789-6. ISSN 1579-7384.
- Aguirre, E. (2013). «Recent debate and heavy evidence on human origin». Spanish Journal of Palaeontology 28 (2): 123-128. Archivado desde el original el 16 de febrero de 2015. Consultado el 15 de febrero de 2015.

### Artículos de divulgación
- Aguirre, E. (1966). «Documentación fósil de la evolución humana». En: Crusafont, M., Meléndez, B. y Aguirre, E. (Eds.). La evolución. La Editorial Católica, S.A. Biblioteca de Autores Cristianos [B.A.C.]. Sección VI (Filosofía), 258: 522-598
- Aguirre, E. (1995) «Los yacimientos de Atapuerca». Investigación y Ciencia, 229: 40-51
- Aguirre, E. (2001). «Dépôts fossilifères du karst de Atapuerca, premiers 20 ans». L'Anthropologie, 105(1): 13-26
- Aguirre, E. (2002). «¿De dónde venimos?: el primer viaje de la humanidad». Clío, 11: 38-42